# Dodecaceria berkeleyi
Dodecaceria berkeleyi är en ringmaskart som beskrevs av Knox 1972. Dodecaceria berkeleyi ingår i släktet Dodecaceria och familjen Cirratulidae.
Artens utbredningsområde är havet kring Nya Zeeland. Inga underarter finns listade i Catalogue of Life.